# Louis-Julien Garos
Louis-Julien Garos (17 mars 1739, Sérigné - 15 mars 1808, Fontenay-le-Comte), est un homme politique français.

## Biographie
Juge de paix du canton de Fontenay-le-Comte, il est élu, en septembre 1792, membre de la Convention par le département de la Vendée. Il siège à la Montagne, vote « la mort » dans le procès de Louis XVI, et n'a d'ailleurs qu'un rôle effacé dans l'Assemblée. 
Il est réélu, le 22 vendémiaire an IV, député de la Vendée au Conseil des Anciens, où il siège jusqu'en l'an VI.
Devenu, le 19 germinal an VIII, adjoint au maire de Fontenay-le-Comte, il est nommé, le 21 floréal de la même année, par le gouvernement consulaire, juge au tribunal civil.

## Sources
- « Louis-Julien Garos », dans Adolphe Robert et Gaston Cougny, Dictionnaire des parlementaires français, Edgar Bourloton, 1889-1891 [détail de l’édition]